# Chgrp

chgrp — утилита UNIX. Может использоваться непривилегированными пользователями для изменения группы файлов. В отличие от команды chown, chgrp позволяет рядовым пользователям изменять группы, но только те, членами которых они являются. 
ИМЯchgrp — изменить группу файлов
ОБЗОРchgrp [опции] группа файл…
опции POSIX: [-R] [--]
опции из черновика стандарта («Austin»): [-hHLPR]
указание группы в стиле GNU: [--reference=rfile]
опции GNU (краткая форма): [-cfvR] [--help] [--version]
ОПИСАНИЕchgrp изменяет группу каждого заданного файла на группу, которая может быть представлена как именем группы, так и её числовым идентификатором (GID).
ОПЦИИ POSIX
-RРекурсивное изменение группы для каталогов и их содержимого. Возникающие ошибки не прекращают работы команды.
--Завершает список опций.
ОПЦИИ ИЗ ЧЕРНОВИКА СТАНДАРТА AUSTIN
-hДля каждого аргумента, который является символьной ссылкой, изменить группу самой этой ссылки, а не объекта, на который она указывает. Если система не поддерживает группы для символьных ссылок, то ничего не делать.
-H (полулогический метод)(Используется совместно с -R.) Для каждого аргумента, который является символьной ссылкой на каталог, изменить группу самого каталога и всех файлов в иерархии этого каталога.
-L (логический метод)(Используется совместно с -R.) Для каждого файла, указанного или в командной строке, или встреченного при обходе дерева каталогов, если этот файл является символьной ссылкой на каталог, изменить группу самого этого каталога и всех файлов в иерархии этого каталога.
-P (физический метод)(Используется совместно с -R.) Для каждого файла, указанного или в командной строке, или встреченного при обходе дерева каталогов, если этот файл является символьной ссылкой, изменить группу самой этой ссылки, а не объекта, на который она указывает. Если система не поддерживает группы для символьных ссылок, то ничего не делать. Это поведение по умолчанию.
-RРекурсивно изменить группу каталогов и их содержимого.
ДОПОЛНИТЕЛЬНЫЕ СВОЙСТВА ВЕРСИИ GNUРасширение GNU (начиная с GNU fileutils−4.0) позволяет использовать --reference=rfile в качестве определения группы: та же группа, что и у rfile.
ОПЦИИ GNU
-c, --changesПодробно описывать действия для каждого файла, чья группа действительно изменяется.
-f, --silent, --quietНе выдавать сообщения об ошибке для файлов, чья группа не может быть изменена.
-h, --no-dereferenceРаботать с самими символьными ссылками, а не с файлами, на которые они указывают. Данная опция доступна, только если имеется системный вызов lchown.
-v, --verboseПодробно описывать действие или отсутствие действия для каждого файла.
-R, --recursiveРекурсивное изменение группы для каталогов и всего их содержимого.
СТАНДАРТНЫЕ ОПЦИИ GNU
--helpВыдать подсказку на стандартный вывод и успешно завершиться.
--versionВыдать информацию о версии на стандартный вывод и успешно завершиться.
ОКРУЖЕНИЕПри работе обычным образом используются переменные LANG, LC_ALL, LC_CTYPE и LC_MESSAGES. Системы, соответствующие стандарту XSI, используют NLSPATH обычным образом.
СООТВЕТСТВИЕ СТАНДАРТАМPOSIX 1003.2 требует только наличия -R. Использование других опций может оказаться непереносимым.